# Henri Barbet de Jouy
Henri Barbet de Jouy (* 16. Juli 1812 in Canteleu, Basse-Normandie; † 26. Mai 1896 in Paris) war ein französischer Kunsthistoriker und Kunstschriftsteller. 
Barbet de Jouy, war Konservator des Louvre, wobei er sich vor allem um die Kunstsammlungen aus dem Mittelalter und der Renaissance kümmerte. Er veröffentlichte eine Reihe von Schriften über die ihm anvertrauten Kunstgegenstände, worunter das Prachtwerk Les gemmes et joyaux de la couronne, gezeichnet und gestochen von Jules-Ferdinand Jacquemart (Paris 1865 ff., mit 60 Tafeln), die wichtigste Stelle einnimmt. Nach seinem 1896 im Alter von 83 Jahren erfolgten Tod wurde er auf dem Friedhof Père-Lachaise beigesetzt.

## Werke (Auswahl)
- Les Della Robbia, sculpteurs en terre émaillée: Étude sur leurs travaux, suivie d’un catalogue de leur oeuvre fait en Italie en 1853 (mit Katalog ihrer Werke, 1855).
- Description des sculptures modernes de la Renaissance et du moyen-âge du musée impérial du Louvre (1856 bis 1874, 2 Tle.).
- Les mosaïques chrétiennes des basiliques et des églises de Rome décrites et expliquées (1857).
- Etude sur les fontes du Primatice (1859).
- Les Gemmes et Joyaux de la Couronne, publiés et expliqués par H.B. de J. Dessinés et gravés à l’eau-forte d’après les originaux par J. Jacquemart. Paris: Musée Impérial du Louvre 1865.
- Notices des antiquités, objets du moyen-âge, de la Renaissance et des temps modernes, composant le Musée des Souverains (1865).